# Johanneskirche (Bretzfeld)

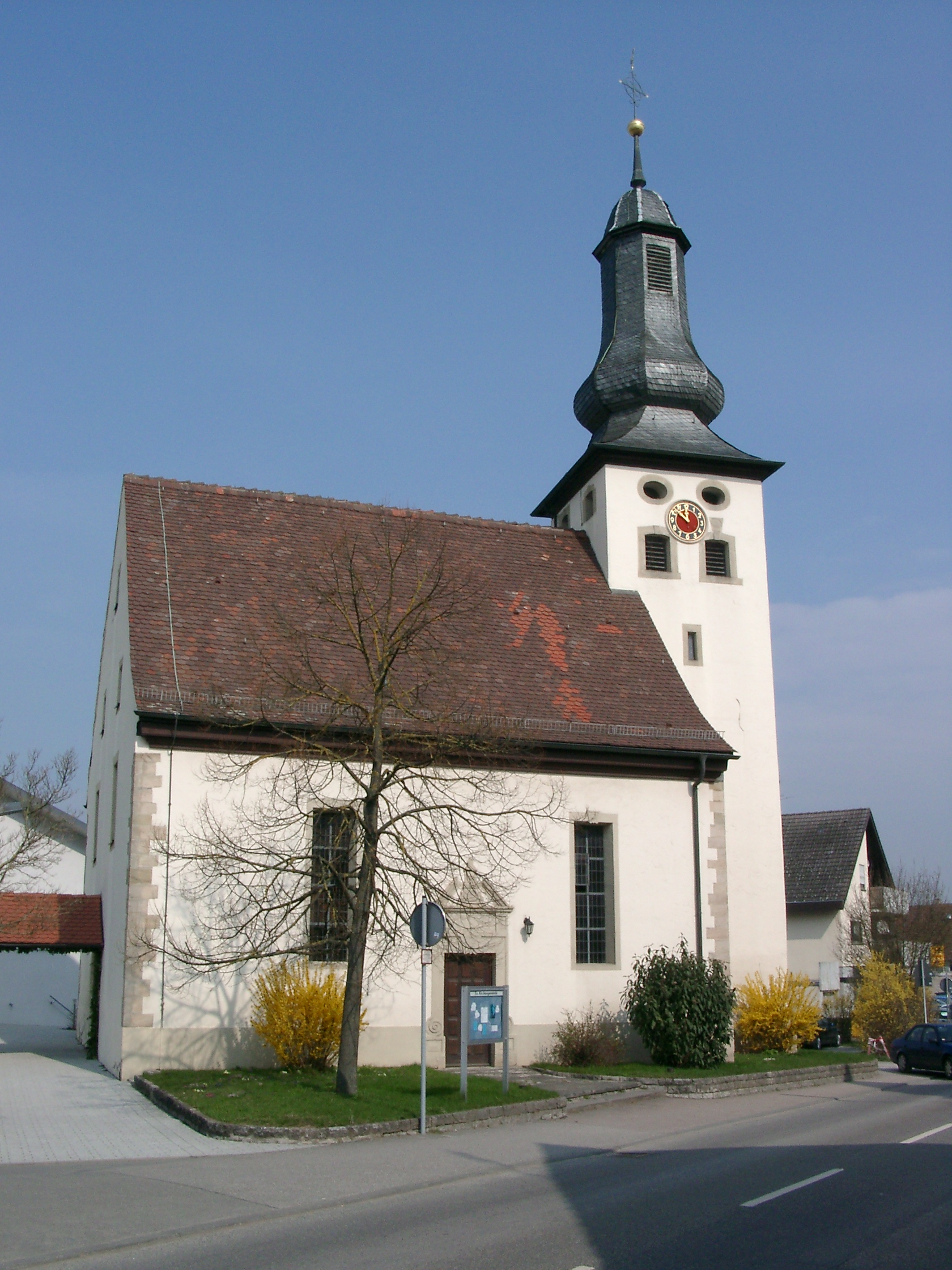
Johanneskirche Bretzfeld

Die evangelische Johanneskirche steht in Bretzfeld, einer Gemeinde im Hohenlohekreis in Baden-Württemberg. Das Bauwerk ist beim Landesamt für Denkmalpflege Baden-Württemberg als Baudenkmal eingetragen. Die Kirchengemeinde gehört zum Kirchenbezirk Weinsberg-Neuenstadt der Evangelischen Landeskirche in Württemberg.

## Beschreibung
Die 1357 erstmals erwähnte Saalkirche besteht aus einem Langhaus und einem Chorturm im Osten. Sie wurde 1723 bis auf das Erdgeschoss des Chorturms abgebrochen und in schlichten Formen wieder aufgebaut. Das oberste Geschoss des Chorturms beherbergt die Turmuhr und den Glockenstuhl, in dem eine von 1454 von Hans Eger gegossene Kirchenglocke hängt. Das Portal an der Südwand des Langhauses ist mit einem gesprengten Giebel bedeckt, in dem sich ein Wappen befindet. 
Der Innenraum des Chors, d. h. der des Erdgeschosses des Chorturms, ist mit einem Kreuzrippengewölbe auf Konsolen überspannt. Die Orgel wurde 1982 von Orgelbau Tzschöckel errichtet.